# Ladislav Repáčik
Ladislav Repáčik (14. září 1958 – 27. února 2010) byl slovenský fotbalista, záložník.

## Fotbalová kariéra
V československé lize hrál za Inter Bratislava, ZŤS Petržalka a ŠK Slovan Bratislava. Nastoupil v 61 utkáních a dal 1 gól. V Poháru vítězů pohárů nastoupil ve 2 utkáních.

## Ligová bilance
| Ročník                                      | Zápasy | Góly | Klub              |
| ------------------------------------------- | ------ | ---- | ----------------- |
| 1. československá fotbalová liga 1978/79    | 4      | 0    | Inter Bratislava  |
| 1. československá fotbalová liga 1982/83    | 1      | 0    | Inter Bratislava  |
| 1. slovenská národní fotbalová liga 1983/84 | 29     | 4    | ZŤS Petržalka     |
| 1. československá fotbalová liga 1984/85    | 29     | 1    | ZŤS Petržalka     |
| 1. slovenská národní fotbalová liga 1985/86 | 14     | 1    | ZŤS Petržalka     |
| 1. slovenská národní fotbalová liga 1985/86 | 13     | 1    | Slovan Bratislava |
| 1. slovenská národní fotbalová liga 1986/87 | 12     | 2    | Slovan Bratislava |
| 1. slovenská národní fotbalová liga 1987/88 | 23     | 2    | Slovan Bratislava |
| 1. československá fotbalová liga 1988/89    | 12     | 0    | Slovan Bratislava |
| 1. československá fotbalová liga 1989/90    | 15     | 0    | Slovan Bratislava |
| CELKEM 1. liga                              | 61     | 1    |                   |